# Kapsokalývia
Les Kapsokalývia (grec moderne : Καψοκαλύβια), ou plus fréquemment Kafsokalývia (Καυσοκαλύβια, « cabanes brûlantes ») ou le skite de la Sainte-Trinité (Σκήτη Αγίας Τριάδος) sont un skite de la république monastique du mont Athos qui dépend du monastère de la Grande Laure de l'Athos. Il possède un port.
Il doit son nom à saint Maxime de Kapsokalývia (en), qui est resté peu de temps dans une cabane et qui l’a brûlée pour ne jamais avoir de propriété.

## Présentation
Le Skite d'Agia Triada (Sainte-Trinité) est situé à l'extrémité sud du mont Athos (Chalcidique), à 100 mètres au-dessus du niveau de la mer. Il y a 35 cellules pour les moines qui se consacrent principalement à l'iconographie, à la sculpture sur bois, au jardinage et à la pêche. L'église principale du skite (Kiriakon) est dédiée à la Sainte Trinité. Elle a été construite en 1745 et ornée de fresques à la fin du XVIIIe siècle. Le skite abrite une remarquable bibliothèque comprenant 23 codex (livres manuscrits), des centaines d'imprimés, des icônes, des vêtements et des reliques. Le skite dépend du saint monastère de la Grande-Laure de l'Athos. L'ancien Porphyre (Bairaktaris), réputé pour son discernement spirituel, a servi pendant de nombreuses années au skite, vivant dans la cellule de Saint-Georges, avant son repos en 1991. Un service régulier de ferry relie le port du skite à Dafni, le principal port du mont Athos.
Moines célèbres : saint Maxime de Kapsokalývia, Hadji-Georgis (en) « le jeûneur », saint Niphon le Kapsokalybite (en), saint Akakios le Jeune (en), saint Porphyre de Kapsokalývia.